# 潛獵龍屬
潛獵龍（意為「隱藏的女獵人」，又譯潛女獵龍或潛隱女獵龍）是傷齒龍科傷齒龍亞科的一屬獸腳類恐龍，生存於晚白堊世坎潘階的北美洲。正模標本發現於加拿大亞伯達省立恐龍公園的恐龍公園層，曾先後被歸為細爪龍與傷齒龍，2017年建立為獨立屬，模式種兼唯一種為麥氏潛獵龍（Latenivenatrix mcmasterae）。潛獵龍為迄今發現最大型的傷齒龍類，估計全長可達3.5公尺。

## 發現

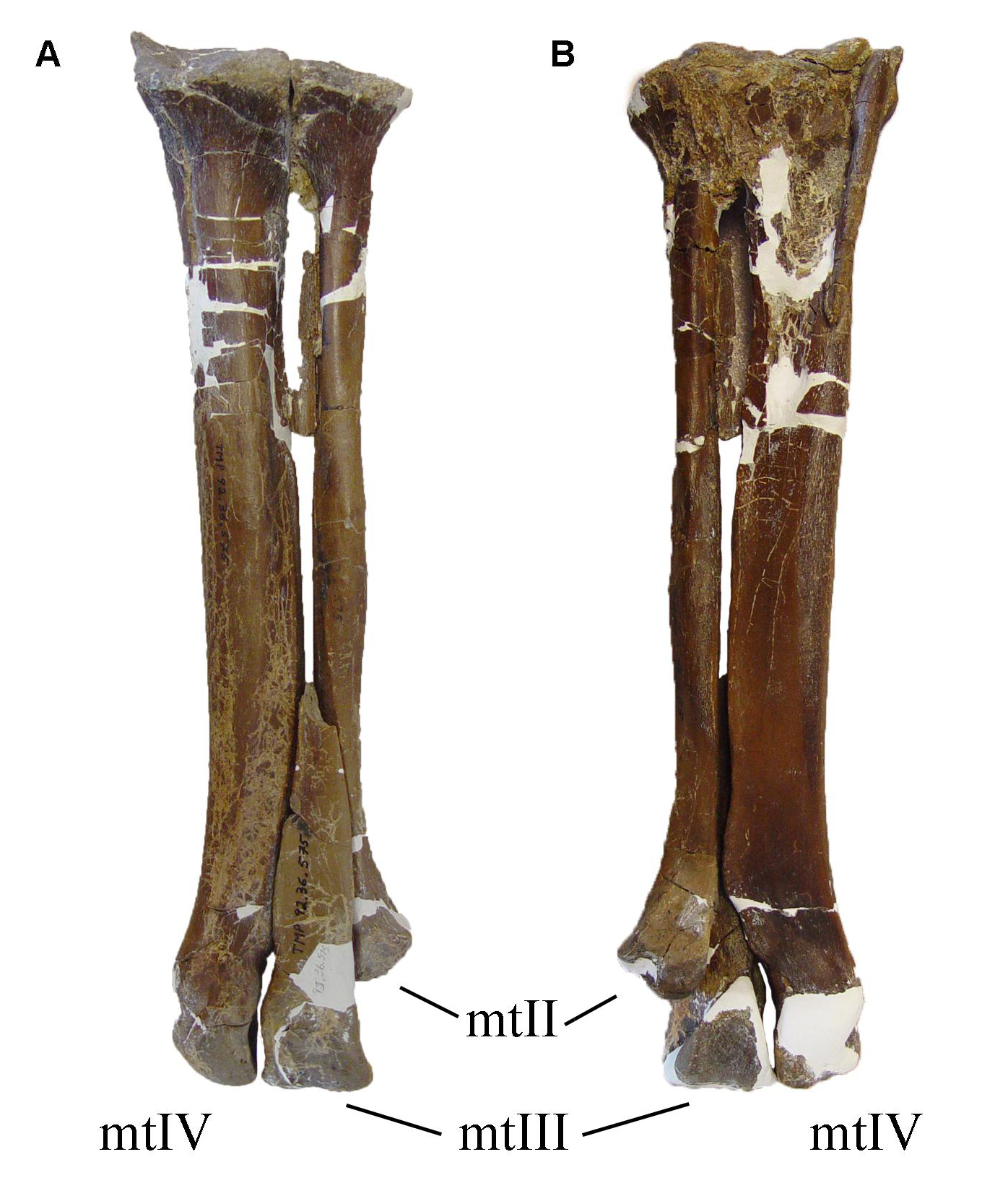
正模標本CMN 12340的左蹠骨

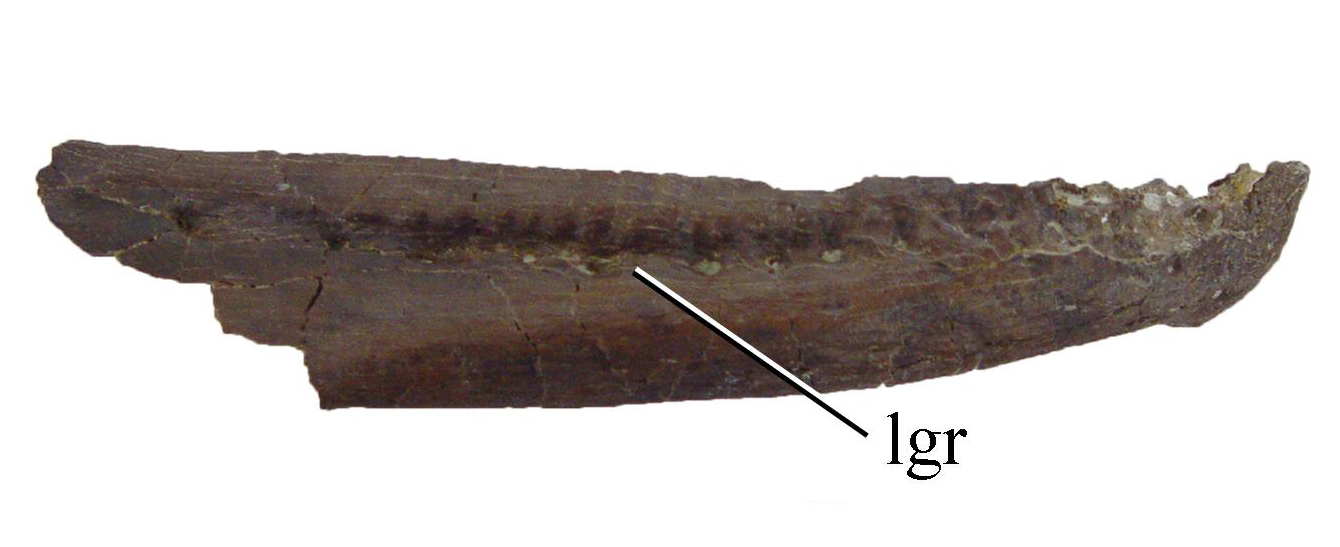
CMN 12340的右齒骨，側面可觀察到一道橫向明顯的凹槽

正模標本CMN 12340於1968年由艾琳·凡德洛（Irene Vanderloh）採集自加拿大南部亞伯達的恐龍公園層，起初於1969年由戴爾·羅素所敘述並歸入細爪龍。1987年被歸入傷齒龍。標本保存的部位包括一些頭骨（額骨、頂骨、眶後骨、基枕骨、基蝶骨）、四個脊椎和四個肋骨、一些人字骨和腹肋骨、非常完整的前肢和不完整的後肢。
來自同地點的另外三具標本亦被歸入此物種，包含UALVP 55804（一個部分骨盆）、TMP 1982.019.0023（一個部分頭骨）、TMP 1992.036.575（一個右齒骨和數個左蹠骨）。
潛獵龍可透過額骨及第三蹠骨的差異與細爪龍區別開來，某些屬於這些部位的單獨標本也被歸入潛獵龍，包含CMN 12340、TMP 1979.008.0001、TMP 1980.016.1478、TMP 1986.036.0004、UALVP 55285、TMP 1997.133.0008（第三蹠骨）。
2017年亞倫·范德瑞斯特（‪Aaron J. Van der Reest）和菲力·柯里將標本命名並敘述為獨立的新屬新種麥氏潛獵龍（Latenivenatrix mcmasterae）。屬名源自拉丁語的latens（隱藏），象徵標本在發現後過了半世紀之久才被識別為獨立的物種。後段加上陰性的natrix（女獵人）來與種名mcmasterae相呼應，是在紀念范德瑞斯特已故的母親琳·麥克麥斯特（Lyne McMaster），她於2013年臨終時敦囑兒子繼承遺產來完成古生物學研究。

## 描述

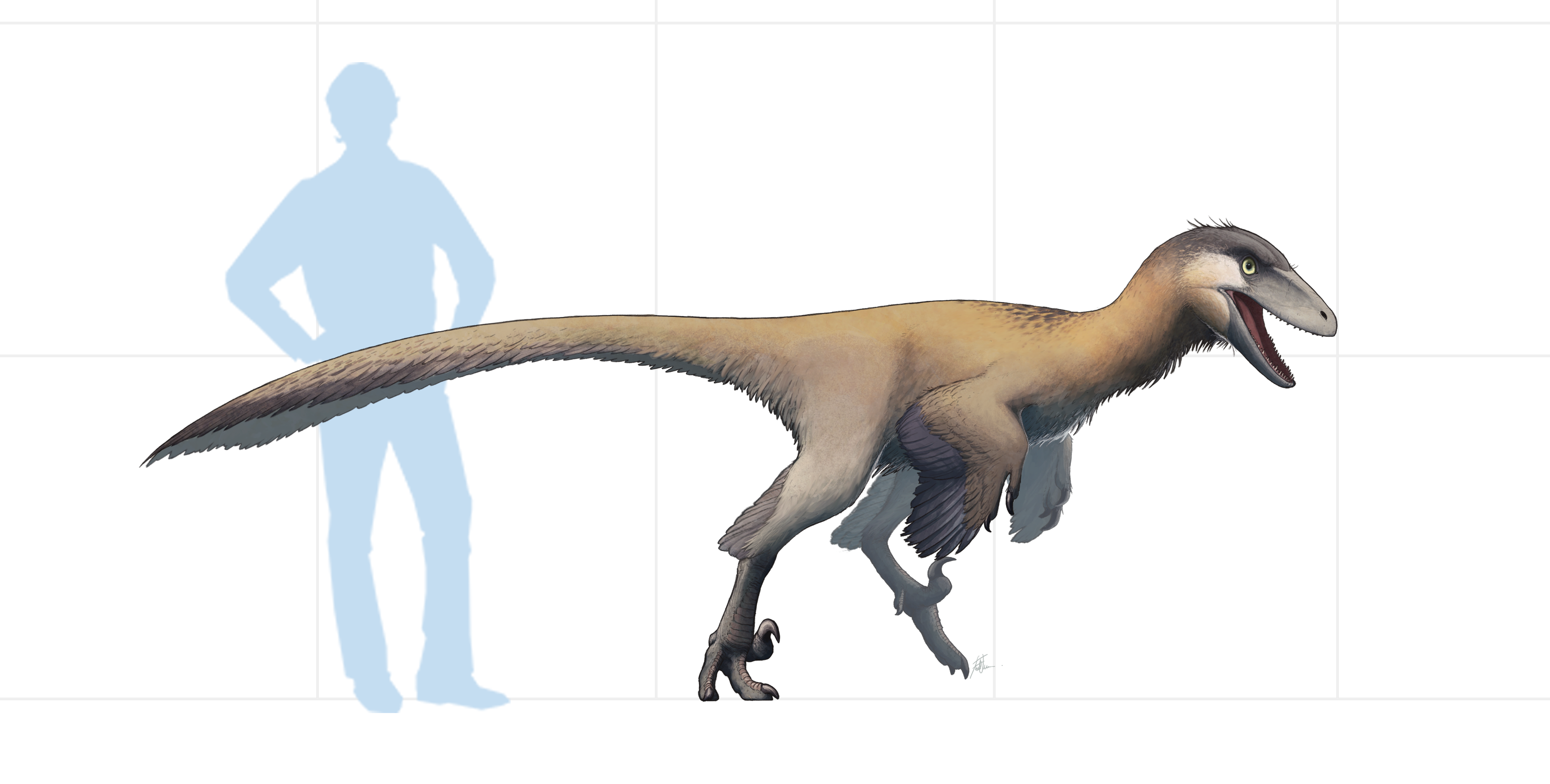
復原圖與體型比例

估計頭骨長度為45公分，身體全長3至3.5公尺，使潛獵龍成為已知體型最大的傷齒龍科。潛獵龍可透過以下這些位於骨盆的鑑定特徵（自衍徵）與其他傷齒龍科區別開來：恥骨後傾成17度角；恥骨軸前彎；恥骨軸側面有大型肌肉附著痕跡，略近於恥靴（亦可見於馳龍科的西爪龍）。進一步將潛獵龍與其他進階型傷齒龍科（尤其是近緣的細爪龍）區分開來的鑑定特徵包含：額骨呈三角形；額骨鼻骨接觸面上有道深凹槽；第三蹠骨前表面凹陷。以上特徵明顯不見於其他進階型傷齒龍科如蜥鳥龍、塔羅斯龍、烏爾巴克齒龍、細爪龍，但可在菲力獵龍身上觀察到，某些物種則不確定有沒有。

## 分類
潛獵龍被分類為進階型傷齒龍科，作為新定義的傷齒龍亞科的一部分，可能與同時代亞洲的臨河獵龍和菲力獵龍近緣。

## 古生物學
作為一種衍化的傷齒龍類，潛獵龍可能是種二足半雜食性動物，失去原始飛行能力。其佔有的生態棲位可能與來自同一地層另一種較小型的傷齒龍科細爪龍不同，兩者在上述形態上有很大差異可區別開來。

### 埋藏學
TMP 79.8.1標本的頂骨有個孔洞，1985年柯里假設這個孔由囊腫造成，但1999年坦克和羅斯柴爾德解釋這可能是某種咬傷。一個剛孵化的標本可能患有先天性缺陷，導致其下頜前部扭曲。

## 延伸閱讀
- 傷齒龍類研究歷史（英语：Timeline of troodontid research）
- 2017年主龍類古生物學研究（英语：2017 in archosaur paleontology）